# Vagon (měrná jednotka)
Vagón je pomocná jednotka hmotnosti dodnes užívaná obvykle pro sypké látky, suroviny, plodiny a průmyslově zpracovávané meziprodukty. V soustavě SI se této jednotky nepoužívá.

## Velikost
- jeden vagón = 10 000 kilogramů = 10 tun = 100 metrických centů = 104 kg

## Použitý zdroj
- Malý slovník jednotek měření, vydalo nakladatelství Mladá fronta v roce 1982, katalogové číslo 23-065-82